# Hüseyin Kartal
Hüseyin Kartal (Eğirdir, 1 de janeiro de 1982 é um ex-futebolista turco que atuava como atacante. Disputou a Copa das Confederações de 2003.

## Seleção
Kartal integrou a Seleção Turca de Futebol na Copa das Confederações de 2003.

## Títulos
Seleção Turca
- Copa das Confederações de 2003: 3º Lugar